# Taj Burrow
Taj Burrow (Busselton, 2 de junho de 1978) é um surfista profissional australiano.

## Biografia
Burrow foi o surfista mais jovem a ganhar o WQS, em 1996, com dezoito anos de idade e a se classificar para o Circuito Mundial de Surfe de 1997. Apesar disso, decidiu não participar e aguardar mais um ano, sentindo-se mais seguro de suas possibilidades.
Em 1998 estreou no circuito e foi eleito o "Rookie of the Year" (Novato do Ano). No ano seguinte, acabou em segundo lugar, sua melhor posição como profissional no WCT. Em 2002 terminou em quarto e em 2003, em terceiro.

## Vitórias em competições
2012
Quiksilver Pro Snapper Rocks (Gold Coast, Queensland, Austrália)
2010
Quiksilver Pro Snapper Rocks (Gold Coast, Queensland, Austrália)
2007
Rip Curl Pro Bells Beach (Bells Beach, Victoria, Austrália), Billabong Pro (Jeffreys Bay, África do Sul)
2004
Santa Catarina Pro (Florianópolis, Brasil), Beach Games/Honda US of Surfing (Huntington Beach, Estados Unidos) (WQS)
2002
Mundial Coca-Cola de Surf (Saquarema, Brasil)
1999
Rio Marathon Surf International (Barra da Tijuca, Rio de Janeiro, Brasil), Coke Surf Classic (Manly Beach, Nova Gales do Sul, Austrália)